# John Huston
Pour les articles homonymes, voir John Huston et Huston.
John Huston est un réalisateur et acteur américain né le 5 août 1906 à Nevada dans le Missouri et mort le 28 août 1987 à Middletown dans le Rhode Island aux États-Unis.
Aventurier, boxeur, militaire, joueur, peintre, collectionneur d’art, clochard, buveur, écrivain, acteur, cinéaste, John Huston s'imposera à Hollywood comme scénariste et dialoguiste (il collabora notamment à l'écriture de Sergent York en 1941) puis comme réalisateur. Il fut l'auteur d'une quarantaine de films, dont certains — comme Le Faucon maltais, Le Trésor de la Sierra Madre, Key Largo, Quand la ville dort, L'Odyssée de l'African Queen, Moby Dick, La Nuit de l'iguane ou L'Homme qui voulut être roi — sont devenus des classiques.  
Il a surtout réalisé des films à partir de pièces et de livres à succès. Outre ses activités de dialoguiste, de scénariste puis de metteur en scène, il a également joué dans de nombreux films, à partir des années 1960, notamment dans Le Cardinal, d'Otto Preminger et dans Chinatown, de Roman Polanski.

## Biographie
John Marcellus Huston est l'enfant unique du comédien Walter Huston et de la journaliste Rhea Gore (1882-1938). À ses 12 ans le jeune John Huston est diagnostiqué comme étant atteint de la maladie de Bright, et souffrant d'une hypertrophie cardiaque. Envoyé dans un sanatorium (dans lequel il reçoit la visite de Charlie Chaplin), il parvient à vaincre miraculeusement sa maladie après avoir plongé dans un fleuve glacé. 
Il entre dans une école militaire puis rejoint la Lincoln Heights High School de Los Angeles où il apprendra notamment la boxe,, il cesse sa scolarité en 1921.
En 1933, ivre au volant de sa voiture, il renverse et tue la femme d'un acteur brésilien. Grâce à son père il parvient à éviter la justice, mais doit s'exiler pendant un temps en Europe.
Boxeur amateur dans les années 1920 (il remporte notamment le titre de champion amateur poids léger de Californie), il a commencé sa carrière en 1930 en tant que scénariste pour Samuel Goldwyn avec le film Law and Order que réalise Edward L. Cahn. Par la suite, il participe à l'écriture d'une dizaine de films dont L'Insoumise de William Wyler, Sergent York de Howard Hawks, Juarez et La Balle magique du Docteur Ehrlich de William Dieterle, ainsi que La Grande Évasion de Raoul Walsh.
En 1941, il signe son premier film en tant que metteur-en-scène, Le Faucon maltais, adaptation d'un roman noir de Dashiell Hammett et dont Humphrey Bogart est la vedette. Le film, qui est en fait la troisième version filmée du livre de Hammett, connaît un succès considérable et est aujourd'hui considéré comme un archétype du film noir.
Au cours de la Seconde Guerre mondiale, Huston est mobilisé dans l'équipe des cinéastes militaires de l'U.S. Army, sous la direction de Frank Capra. Là, il réalise coup sur coup trois documentaires dont on a pu dire qu'ils étaient le plus beau témoignage sur la Seconde Guerre mondiale. Il faut surtout retenir Que la lumière soit (Let there be light) (1946), document capital sur le traitement psychiatrique des blessés de guerre. Ces images insoutenables sont rapidement interdites et l'on ne reverra le film que lors du Festival de Cannes 1981 dans la section Un certain regard. Durant cette expérience, le réalisateur américain s'initiera aux techniques de l'hypnose et, de fait, se familiarisera avec l'œuvre de Freud.
Après la guerre, Huston présente un de ses films les plus célèbres, Le Trésor de la Sierra Madre, un drame d'aventure tourné au Mexique et mettant en vedette une fois encore Humphrey Bogart, mais aussi son propre père, Walter Huston. Le film est l’adaptation d’un roman de l’énigmatique B. Traven.  Il permet à John Huston d’obtenir les Oscars du meilleur réalisateur et du meilleur scénario adapté. À Walter, de son côté,  on décerne l’Oscar du meilleur second rôle masculin.
Parmi les autres films notables que Huston tourne pendant cette période, on compte Key Largo, un drame policier dans lequel Humphrey Bogart incarne un ancien soldat aux prises avec un groupe de gangsters ; Quand la ville dort, œuvre décrivant la préparation minutieuse d'un vol de bijoux qui tournera mal et dans laquelle Marilyn Monroe fait une de ses premières apparitions à l'écran ; ainsi que La Charge victorieuse, un film de guerre adapté d'un roman de Stephen Crane qui fut remonté par le studio et que Huston désavouera.
Huston se rend ensuite en Afrique pour y tourner un de ses films les plus célèbres, L'Odyssée de l'African Queen, un drame d'aventures dans lequel s'affrontent Humphrey Bogart et Katharine Hepburn. Le comportement de John Huston durant le tournage de L'Odyssée de l'African Queen inspire Peter Viertel, le coscénariste du film, pour l'écriture de son roman Chasseur blanc, cœur noir (White Hunter Black Heart), roman qu'adaptera au cinéma, sous le même titre, Clint Eastwood en 1990.  
Huston change de registre avec son film suivant, Moulin Rouge, somptueuse biographie du peintre Toulouse-Lautrec, dont le rôle est tenu par José Ferrer. Puis, il réalise une adaptation du célèbre roman Moby-Dick de Herman Melville. Pour adapter ce classique de la littérature américaine, Huston s'adjoint les services de l'écrivain de science-fiction Ray Bradbury. Le tournage de Moby Dick s'avère particulièrement complexe. À l'instar de Peter Viertel, Ray Bradbury aussi écrira un roman inspiré de sa collaboration avec Huston, La Baleine de Dublin.
Toujours pendant les années 1950, pour faire face au comité des activités anti-américaines, du sénateur Joseph McCarthy, il co-fonde le Comité pour le premier amendement (donc en faveur de la liberté d'expression), avec Myrna Loy, Philip Dunne et William Wyler.

John Huston et sa fille Anjelica en 1960.

Vers le début des années 1960, Huston tourne Le Vent de la plaine, un des rares westerns de sa carrière. Le film est notable entre autres grâce à la participation de Lillian Gish, une grande star du muet qui fut la muse de D. W. Griffith. Le tournage est marqué par la relation tendue entre Huston et la vedette du film, Burt Lancaster, et Huston lui-même se dira déçu du résultat final.  
Puis, Huston réalise un autre film particulièrement célèbre, Les Désaxés, une œuvre crépusculaire dont le scénario est écrit par le dramaturge Arthur Miller. Marilyn Monroe, qui est alors l'épouse de Miller, y tient le rôle principal aux côtés de Montgomery Clift et de Clark Gable. Ce sera le dernier film tant de Gable que de Monroe. Huston tourne ensuite Freud, passions secrètes, non pas tant une biographie du père de la psychanalyse, mais surtout une introduction et un plaidoyer en faveur d'une aventure autant idéologique que scientifique. Pendant le tournage, Huston s'entend mal avec la vedette du film, Montgomery Clift, qui souffre de nombreux problèmes de santé. Bien que le film ne soit pas considéré aujourd'hui comme une des œuvres majeures de Huston, il n'en remporte pas moins un grand succès à sa sortie.
En 1963, Huston fait un retour devant la caméra et tient un rôle relativement important dans le film Le Cardinal, produit et réalisé par Otto Preminger. Son interprétation lui permet d'obtenir le Golden Globe du meilleur acteur dans un second rôle et une nomination à l'Oscar dans la même catégorie. Par la suite, Huston réalise La Nuit de l'iguane, une adaptation plus ou moins fidèle d'une pièce de Tennessee Williams qu'il tourne au Mexique, et La Bible, un ambitieux projet produit par Dino de Laurentiis et illustrant les premiers chapitres de la Genèse. En plus d'en assurer la mise en scène, Huston s'y attribue le rôle de Noé. 
Il enchaine avec un film nettement plus intimiste, Reflets dans un œil d'or, adaptation d'un roman de Carson McCullers et un des rares films de l'époque à traiter d'homosexualité. Pour la seule fois de sa carrière, Huston dirige Elizabeth Taylor ainsi que Marlon Brando, dans un rôle initialement prévu pour Montgomery Clift. Il réalise également Promenade avec l'amour et la mort un drame se déroulant pendant la guerre de Cent ans dont il confie le rôle principal à sa fille, Anjelica, qui tient là son premier grand rôle au cinéma. Le film connaît un succès limité et est mieux accueilli en Europe qu'aux États-Unis.  
Les autres longs-métrages que réalise Huston pendant cette période (le film d'aventures Davey des grands chemins, le drame d'espionnage La Lettre du Kremlin) sont plus ou moins bien reçus. Il travaille un temps sur le film Les Complices de la dernière chance, mais finit par abandonner le projet à la suite d'une mésentente avec la vedette du film, George C. Scott. En tant qu'acteur, il tient des rôles secondaires dans la comédie satirique Myra Breckinridge, adaptation jugée désastreuse d'un roman de Gore Vidal, et dans Le Convoi sauvage, un film d'aventures de Richard C. Sarafian inspirée de l'histoire de Hugh Glass, qui servira aussi de base au film Le Revenant d'Alejandro González Iñárritu.
Puis Huston réalise Fat City, dans lequel il évoque un univers qu'il a bien connu dans sa jeunesse, celui des clubs de boxe de seconde zone. Il y décrit la rencontre entre un boxeur déchu et un jeune aspirant. Le film est présenté au Festival de Cannes en 1972 et obtient des critiques laudatives. Pendant cette même période, Huston commence à travailler comme acteur sous la direction d'Orson Welles alors que celui-ci débute la réalisation du film De l'autre côté du vent, dans lequel Huston tient le rôle principal, celui d'un metteur en scène sur le retour. Le tournage s'échelonne sur plusieurs années, mais l'œuvre ne sera jamais diffusée du vivant de Welles. Ce n'est qu'en 2018 que le film sera projeté en première mondiale à la 75e édition de la Mostra de Venise.
En 1974, Huston tient ce qui est sans doute son rôle le plus célèbre, celui du patriarche Noah Cross, dans Chinatown, un pastiche de film noir que réalise Roman Polanski d'après un scénario de Robert Towne et qui, au même titre que Le Faucon maltais, est aujourd'hui considéré comme un incontournable du genre. Huston renoue ensuite avec l'esprit du Trésor de la Sierra Madre en réalisant L'Homme qui voulut être roi, un drame d'aventures adapté d'une nouvelle de Rudyard Kipling que Huston souhaitait porter à l'écran depuis le début des années 1960. Le film est essentiellement tourné au Maroc et met en vedette deux des plus grosses vedettes de l'époque, Michael Caine et Sean Connery, ainsi que Christopher Plummer.
Pendant les années qui suivent, Huston est peu actif comme réalisateur, mais il continue à jouer, apparaissant dans des films de série B comme Le Mystère du triangle des Bermudes de René Cardona Jr. ou Tentacules, un succédané de Jaws signé Ovidio G. Assonitis. Il revient à la mise en scène en 1979 avec Le Malin. Adapté d'un roman de Flannery O'Connor, le film, au budget relativement modeste, raconte l'histoire d'un pasteur illuminé et fanatique incarné par Brad Dourif. Le Malin est présenté hors compétition au Festival de Cannes en 1979. Malgré un accueil critique très favorable, le film ne remporte qu'un succès limité.
Les trois longs-métrages suivants de Huston sont généralement considérés comme des ajouts mineurs à sa filmographie. Phobie, sorti en 1980, est un thriller psychologique qui passe pratiquement inaperçu et est souvent décrit comme le film le moins intéressant de sa carrière. À nous la victoire, présenté l’année suivante, est un drame sportif se déroulant pendant la Seconde Guerre mondiale et mettant en scène plusieurs vedettes comme Michael Caine, Sylvester Stallone, Max von Sydow, Carole Laure et même le joueur de football Pelé. Enfin Annie, sorti en 1982, son unique comédie musicale, est l’adaptation d’un spectacle monté à Broadway et inspiré d’une bande dessinée des années 1920.
Huston retrouve un ton plus personnel avec Au-dessous du volcan, adaptation d’un roman de Malcolm Lowry publié en 1947 et auquel plusieurs cinéastes s’étaient intéressés. Le film se déroule au Mexique peu avant la Seconde Guerre mondiale et Albert Finney y incarne un consul britannique alcoolique et déchu. Le film divise fortement la critique et ne rencontre qu'un succès relatif, mais la performance de Finney, elle, est unanimement saluée. 
Par contre, en 1985, Huston connaît un très bon accueil, tant critique que public, avec L'Honneur des Prizzi, un thriller satirique tiré d’un roman de Richard Condon et dans lequel Jack Nicholson et Kathleen Turner campent deux tueurs à gages qui s’éprennent l’un de l’autre. Le film s'illustre aux Golden Globes, (quatre prix dont celui de la mise en scène pour Huston) et récolte huit nominations aux Oscars. Seule Anjelica Huston reçoit un trophée, celui de la meilleure actrice dans un second rôle. Cette statuette fait des Huston  la seule famille à obtenir un Oscar sur trois générations. 
En 1987, Huston signe son dernier long-métrage, Les Gens de Dublin (The Dead), une œuvre intimiste, adaptation d’une nouvelle de James Joyce publiée en 1914 et que Huston souhaitait porter à l’écran depuis très longtemps. C’est son fils, Danny, qui signe l’adaptation. Durant le tournage, Huston, âgé de plus de 80 ans, est déjà très malade. Il termine le film peu de temps avant sa mort. La critique est unanime à saluer en ce film posthume une des belles réussites du cinéaste.
John Huston eut trois pays : les États-Unis, le Mexique et l'Irlande, où il s'expatria au cours des années 1950 et à qui il rendit, mourant, un dernier hommage dans Les Gens de Dublin.
Un trait commun à nombre de ses films réside dans l'échec final du personnage principal, à tel point qu'on a pu parler d'une thématique « hustonienne » de l'échec (cependant, l'échec n'est pas l'important pour Huston ; ce qui importe, c'est l'aventure en elle-même, plus que le but qu'elle poursuit).
Il est le père d'Anjelica Huston (qu'il dirigea à plusieurs reprises) et de Danny Huston, tous deux également acteurs et réalisateurs.
John Huston meurt d'une pneumonie consécutive à son emphysème le 28 août 1987. Il repose au Hollywood Forever Cemetery.
Il obtient son étoile sur le Hollywood Walk of Fame le 8 février 1960.

## Filmographie

### Réalisateur
- 1941 : Le Faucon maltais (The Maltese Falcon)
- 1942 : L'amour n'est pas en jeu (In this our Life)
- 1942 : Griffes jaunes (Across the Pacific)
- 1943 : Report from the Aleutians
- 1945 : La Bataille de San Pietro (San Pietro)
- 1948 : Le Trésor de la Sierra Madre (The Treasure of the Sierra Madre)
- 1948 : La Folle Enquête (On Our Merry Way) non crédité
- 1948 : Key Largo
- 1949 : Les Insurgés (We Were Strangers)
- 1950 : Quand la ville dort (The Asphalt Jungle)
- 1951 : La Charge victorieuse (The Red Badge of Courage)
- 1951 : L'Odyssée de l'African Queen (The African Queen)
- 1952 : Moulin Rouge
- 1953 : Plus fort que le diable (Beat the Devil)
- 1956 : Moby Dick
- 1957 : Dieu seul le sait (Heaven Knows, Mr. Allison)
- 1958 : Le Barbare et la Geisha (The Barbarian and the Geisha)
- 1958 : Les Racines du ciel (The Roots of Heaven)
- 1960 : Le Vent de la plaine (The Unforgiven)
- 1961 : Les Désaxés (The Misfits)
- 1962 : Freud, passions secrètes (Freud)
- 1963 : Le Dernier de la liste (The List of Adrian Messenger)
- 1964 : La Nuit de l'iguane (The Night of the Iguana)
- 1966 : La Bible (The Bible)
- 1967 : Casino Royale
- 1967 : Reflets dans un œil d'or (Reflections in a Golden Eye)
- 1969 : Davey des grands chemins (Sinful Davey)
- 1969 : Promenade avec l'amour et la mort (A Walk with Love and Death)
- 1970 : La Lettre du Kremlin (The Kremlin Letter)
- 1971 : Les Complices de la dernière chance (The Last Run) non crédité
- 1972 : La Dernière Chance (Fat City)
- 1972 : Juge et Hors-la-loi (The Life and Times of Judge Roy Bean)
- 1973 : Le Piège (The MacKintosh Man)
- 1975 : L'Homme qui voulut être roi (The Man Who Would Be King)
- 1976 : Independence
- 1979 : Avec les compliments de Charlie (Love and Bullets) non crédité
- 1979 : Le Malin (Wise Blood)
- 1980 : Phobia
- 1980 : Que la lumière soit (Let There Be Light), documentaire réalisé en 1945-1946
- 1981 : À nous la victoire (Escape to Victory)
- 1982 : Annie
- 1984 : Au-dessous du volcan (Under the Volcano)
- 1985 : L'Honneur des Prizzi (Prizzi's Honor)
- 1987 : Gens de Dublin (The Dead)

### Scénariste
- 1932 : Law and Order avec Tom Reed et Richard Schayer réalisé par Edward L. Cahn

### Acteur
(sélection)
- 1948 : Le Trésor de la Sierra Madre (The Treasure of the Sierra Madre) de John Huston : le riche Américain au complet blanc
- 1963 : Le Cardinal (The Cardinal) d'Otto Preminger : le cardinal Glennon
- 1966 : La Bible (The Bible) de John Huston : Noé
- 1967 : Casino Royale dû à cinq cinéastes dont John Huston : M
- 1968 : Candy de Christian Marquand : le docteur Arnold Dunlap
- 1969 : Promenade avec l'amour et la mort (A Walk with Love and Death), de John Huston : Robert le Père
- 1969 : Le Divin Marquis de Sade de Cy Endfield : l'abbé de Sade
- 1970 : La Lettre du Kremlin (The Kremlin Letter) de John Huston : l'amiral
- 1970-1976 (diffusé en 2018) : De l'autre côté du vent (The other side of the wind) d'Orson Welles : Jake Hannaford
- 1971 : Le Convoi sauvage (Man In The Wilderness) de Richard C. Sarafian et Le Pont dans la jungle
- 1972 : Juge et Hors-la-loi (The Life and Times of Judge Roy Bean) de John Huston : Grizzly Adams
- 1973 : La Bataille de la planète des singes (Battle for the Planets of the Apes) de J. Lee Thompson : le Législateur
- 1974 : Chinatown de Roman Polanski : Noah Cross
- 1975 : Le Lion et le Vent de John Milius : John Hay
- 1977 : Tentacules de Ovidio G. Assonitis
- 1978 : Le Mystère du triangle des Bermudes (The Bermuda Triangle) de René Cardona Jr.
- 1978 : Angela de Boris Sagal
- 1979 : Qui a tué le président ? (Winter Kills) de William Richert
- 1979 : Le Visiteur maléfique (Stridulum) de Giulio Paradisi
- 1979 : Le Malin
- 1979 : Nom de code : Jaguar (Jaguar Lives!) d'Ernest Pintoff